# Rugby-League-Weltmeisterschaft 2013/Finalrunde
Die Finalrunde der Rugby-League-Weltmeisterschaft 2013 umfasste die Erst- bis Drittplatzierten der Gruppen A und B und die Erstplatzierten der Gruppen C und D. Das erste Viertelfinalspiel fand am 15. November statt, das Finale am 30. November.

## Übersicht
| Viertelfinale | Viertelfinale      | Viertelfinale |    |            | Halbfinale | Halbfinale | Halbfinale |  |  | Finale | Finale | Finale |
|               |                    |               |    |            |            |            |            |  |  |        |        |        |
| A1            | Australien         | 62            |    |            |            |            |            |  |  |        |        |        |
| D1            | Vereinigte Staaten | 0             |    |            |            |            |            |  |  |        |        |        |
| D1            | Vereinigte Staaten | 0             | A1 | Australien | 64         |            |            |  |  |        |        |        |
|               |                    |               | A1 | Australien | 64         |            |            |  |  |        |        |        |
|               | A3                 | Fidschi       | 0  |            |            |            |            |  |  |        |        |        |
| B2            | A3                 | Fidschi       | 0  | Samoa      | 4          |            |            |  |  |        |        |        |
| B2            |                    |               |    | Samoa      | 4          |            |            |  |  |        |        |        |
| A3            | Fidschi            | 22            |    |            |            |            |            |  |  |        |        |        |
| A3            | Fidschi            | 22            | A1 | Australien | 34         |            |            |  |  |        |        |        |
|               |                    |               |    | Australien | 34         |            |            |  |  |        |        |        |
|               | B1                 | Neuseeland    | 2  |            |            |            |            |  |  |        |        |        |
| A2            | B1                 | Neuseeland    | 2  | England    | 34         |            |            |  |  |        |        |        |
| A2            |                    |               |    | England    | 34         |            |            |  |  |        |        |        |
| B3            | Frankreich         | 6             |    |            |            |            |            |  |  |        |        |        |
| B3            | Frankreich         | 6             | A2 | England    | 18         |            |            |  |  |        |        |        |
|               |                    |               | A2 | England    | 18         |            |            |  |  |        |        |        |
|               | B1                 | Neuseeland    | 20 |            |            |            |            |  |  |        |        |        |
| B1            | B1                 | Neuseeland    | 20 | Neuseeland | 40         |            |            |  |  |        |        |        |
| B1            |                    |               |    | Neuseeland | 40         |            |            |  |  |        |        |        |
| C1            | Schottland         | 4             |    |            |            |            |            |  |  |        |        |        |

## Spiele

### Viertelfinale

#### 1. Viertelfinale
| 15. November 20:00 | Neuseeland | 40 : 4         | Schottland                 | Headingley Carnegie Stadium, Leeds Zuschauer: 16.207 Schiedsrichter: Ben Cummins |
| 15. November 20:00 | Versuche: Goodwin 8. n.erh., 71. n.erh. Bromwich 15. erh. Tuivasa-Sheck 20. n.erh., 50. erh. Pritchard 27. erh. Johnson 30. erh. Vatuvei 58. n.erh. Erhöhungen: Johnson (4/8) | (26:0) Bericht | Versuche: Hurst 67. n.erh. | Headingley Carnegie Stadium, Leeds Zuschauer: 16.207 Schiedsrichter: Ben Cummins |

| 1                  | Kevin Locke             |
| 2                  | Roger Tuivasa-Sheck     |
| 3                  | Dean Whare              |
| 4                  | Bryson Goodwin          |
| 5                  | Manu Vatuvei            |
| 6                  | Kieran Foran            |
| 7                  | Shaun Johnson           |
| 8                  | Ben Matulino            |
| 9                  | Isaac Luke              |
| 10                 | Jesse Bromwich          |
| 11                 | Frank Pritchard         |
| 12                 | Sonny Bill Williams     |
| 13                 | Simon Mannering         |
| Auswechselspieler: |                         |
| 14                 | Elijah Taylor           |
| 15                 | Jared Waerea-Hargreaves |
| 16                 | Frank-Paul Nu'uausala   |
| 17                 | Sam Moa                 |

| 1                  | Matthew Russell  |
| 2                  | David Scott      |
| 3                  | Ben Hellewell    |
| 4                  | Kane Linnett     |
| 5                  | Alex Hurst       |
| 6                  | Danny Brough     |
| 7                  | Peter Wallace    |
| 8                  | Adam Walker      |
| 9                  | Ian Henderson    |
| 10                 | Luke Douglas     |
| 11                 | Danny Addy       |
| 12                 | Brett Phillips   |
| 13                 | Ben Kavanagh     |
| Auswechselspieler: |                  |
| 14                 | Andrew Henderson |
| 15                 | Oliver Wilkes    |
| 16                 | Alex Szostak     |
| 17                 | Sam Barlow       |

#### 2. Viertelfinale
| 16. November 13:00 | Australien | 62 : 0         | Vereinigte Staaten | Racecourse Ground, Wrexham Zuschauer: 5.762 Schiedsrichter: Henry Perenara |
| 16. November 13:00 | Versuche: Hayne 3. n.erh., 57. erh., 70. erh., 79. erh. Inglis 11. erh., 50. erh. Morris 21. n.erh., 26. n.erh., 35. n.erh., 39. n.erh. Smith 23. erh. Cronk 28. erh. Erhöhungen: Thurston (7/12) | (38:0) Bericht |                    | Racecourse Ground, Wrexham Zuschauer: 5.762 Schiedsrichter: Henry Perenara |

| 1                  | Billy Slater       |
| 2                  | Brett Morris       |
| 3                  | Jarryd Hayne       |
| 4                  | Greg Inglis        |
| 5                  | Darius Boyd        |
| 6                  | Johnathan Thurston |
| 7                  | Cooper Cronk       |
| 8                  | Matthew Scott      |
| 9                  | Cameron Smith      |
| 10                 | James Tamou        |
| 11                 | Greg Bird          |
| 12                 | Sam Thaiday        |
| 13                 | Paul Gallen        |
| Auswechselspieler: |                    |
| 14                 | Daly Cherry-Evans  |
| 15                 | Josh Papalii       |
| 16                 | Andrew Fifita      |
| 17                 | Corey Parker       |

| 1                  | Kristian Freed   |
| 2                  | Bureta Faraimo   |
| 3                  | Taylor Welch     |
| 4                  | Michael Garvey   |
| 5                  | Matt Petersen    |
| 6                  | Joseph Paulo     |
| 7                  | Craig Priestley  |
| 8                  | Mark Offerdahl   |
| 9                  | Joel Luani       |
| 10                 | Eddy Pettybourne |
| 11                 | Clint Newton     |
| 12                 | Matt Shipway     |
| 13                 | Daniel Howard    |
| Auswechselspieler: |                  |
| 14                 | Tui Samoa        |
| 15                 | Roman Hifo       |
| 16                 | Mark Cantoni     |
| 17                 | Les Soloai       |

#### 3. Viertelfinale
| 16. November 20:00 | England                                                                                             | 34 : 6         | Frankreich                                      | DW Stadium, Wigan Zuschauer: 22.276 Schiedsrichter: Ashley Klein |
| 16. November 20:00 | Versuche: Charnley 11. erh., 25. n.erh. Hall 18. erh., 28. erh. O’Loughlin 47. erh. Ferres 77. erh. | (22:6) Bericht | Versuche: Duport 5. erh. Erhöhungen: Bosc (1/1) | DW Stadium, Wigan Zuschauer: 22.276 Schiedsrichter: Ashley Klein |

| 1                  | Sam Tomkins     |
| 2                  | Josh Charnley   |
| 3                  | Kallum Watkins  |
| 4                  | Leroy Cudjoe    |
| 5                  | Ryan Hall       |
| 6                  | Rangi Chase     |
| 7                  | Kevin Sinfield  |
| 8                  | James Graham    |
| 9                  | Mike McIlorum   |
| 10                 | Chris Hill      |
| 11                 | Sam Burgess     |
| 12                 | Ben Westwood    |
| 13                 | Sean O’Loughlin |
| Auswechselspieler: |                 |
| 14                 | James Roby      |
| 15                 | George Burgess  |
| 16                 | Brett Ferres    |
| 17                 | Liam Farrell    |

| 1                  | Morgan Escaré       |
| 2                  | Damien Cardace      |
| 3                  | Jean-Philippe Baile |
| 4                  | Vincent Duport      |
| 5                  | Clint Greenshields  |
| 6                  | Thomas Bosc         |
| 7                  | William Barthau     |
| 8                  | Jamal Fakir         |
| 9                  | Kane Bentley        |
| 10                 | Rémi Casty          |
| 11                 | Oliver Elima        |
| 12                 | Sébastien Raguin    |
| 13                 | Grégory Mounis      |
| Auswechselspieler: |                     |
| 14                 | Éloi Pélissier      |
| 15                 | Younes Khattabi     |
| 16                 | Antoni Maria        |
| 17                 | Mickaël Simon       |

#### 4. Viertelfinale
| 17. November 15:00 | Samoa                            | 4 : 22         | Fidschi | Halliwell Jones Stadium, Warrington Zuschauer: 12.766 Schiedsrichter: Richard Silverwood |
| 17. November 15:00 | Versuche: Winterstein 58. n.erh. | (0:14) Bericht | Versuche: Groom 5. erh. Naiqama 32. erh. Roqica 78. erh. Erhöhungen: Naiqama (3/3) Straftritte: Naiqama (2/2) 8., 71. | Halliwell Jones Stadium, Warrington Zuschauer: 12.766 Schiedsrichter: Richard Silverwood |

| 1                  | Anthony Milford     |
| 2                  | Antonio Winterstein |
| 3                  | Timoteo Lafai       |
| 4                  | Joseph Leilua       |
| 5                  | Daniel Vidot        |
| 6                  | Penani Manumalealii |
| 7                  | Ben Roberts         |
| 8                  | David Fa'alogo      |
| 14                 | Michael Sio         |
| 10                 | Suaia Matagi        |
| 11                 | Iosia Soliola       |
| 12                 | Tony Puletua        |
| 13                 | Sauaso Sue          |
| Auswechselspieler: |                     |
| 9                  | Pita Godinet        |
| 15                 | Junior Moors        |
| 16                 | Mark Taufua         |
| 17                 | Mose Masoe          |

| 1                  | Kevin Naiqama     |
| 2                  | Marika Koroibete  |
| 3                  | Sisa Waqa         |
| 4                  | Wes Naiqama       |
| 5                  | Akuila Uate       |
| 6                  | Daryl Millard     |
| 7                  | Aaron Groom       |
| 8                  | Ashton Sims       |
| 9                  | James Storer      |
| 10                 | Petero Civoniceva |
| 11                 | Tariq Sims        |
| 12                 | Jayson Bukuya     |
| 13                 | Eloni Vunakece    |
| Auswechselspieler: |                   |
| 14                 | Apisai Koroisau   |
| 15                 | Vitale Roqica     |
| 16                 | Kane Evans        |
| 17                 | Semi Radradra     |

### Halbfinale

#### 1. Halbfinale
| 23. November 13:00 | England | 18 : 20       | Neuseeland | Wembley Stadium, London Zuschauer: 67.545 Schiedsrichter: Ben Cummins |
| 23. November 13:00 | Versuche: O’Loughlin 16. erh. Watkins 58. n.erh. S. Burgess 67. erh. Erhöhungen: Sinfield (2/3) Straftritte: Sinfield (1/1) 25. | (8:8) Bericht | Versuche: Tuivasa-Sheck 31. erh., 44. n.erh. Johnson 80. erh. Erhöhungen: Johnson (2/3) Straftritte: Johnson (2/2) 38., 53. | Wembley Stadium, London Zuschauer: 67.545 Schiedsrichter: Ben Cummins |

| 1                  | Sam Tomkins     |
| 2                  | Josh Charnley   |
| 3                  | Kallum Watkins  |
| 4                  | Leroy Cudjoe    |
| 5                  | Ryan Hall       |
| 6                  | Gareth Widdop   |
| 7                  | Kevin Sinfield  |
| 8                  | James Graham    |
| 9                  | James Roby      |
| 10                 | Sam Burgess     |
| 11                 | Brett Ferres    |
| 12                 | Ben Westwood    |
| 13                 | Sean O’Loughlin |
| Auswechselspieler: |                 |
| 14                 | Rob Burrow      |
| 15                 | George Burgess  |
| 16                 | Chris Hill      |

| 1                  | Kevin Locke             |
| 2                  | Roger Tuivasa-Sheck     |
| 3                  | Dean Whare              |
| 4                  | Bryson Goodwin          |
| 5                  | Jason Nightingale       |
| 6                  | Kieran Foran            |
| 7                  | Shaun Johnson           |
| 8                  | Jared Waerea-Hargreaves |
| 9                  | Isaac Luke              |
| 10                 | Jesse Bromwich          |
| 13                 | Simon Mannering         |
| 12                 | Sonny Bill Williams     |
| 17                 | Elijah Taylor           |
| Auswechselspieler: |                         |
| 14                 | Frank-Paul Nu'uausala   |
| 15                 | Sam Kasiano             |
| 16                 | Ben Matulino            |
| 19                 | Alex Glenn              |

#### 2. Halbfinale
| 23. November 15:30 | Australien | 64 : 0         | Fidschi | Wembley Stadium, London Zuschauer: 67.545 Schiedsrichter: Richard Silverwood |
| 23. November 15:30 | Versuche: Thurston 9. erh. Boyd 15. n.erh., 59. erh. Cronk 19. erh. Hayne 22. erh., 37. erh., 68. erh. Papalii 35. erh. Tamou 53. erh. Morris 72. erh. Fifita 79. erh. Erhöhungen: Thurston (10/11) | (34:0) Bericht |         | Wembley Stadium, London Zuschauer: 67.545 Schiedsrichter: Richard Silverwood |

| 1                  | Greg Inglis        |
| 2                  | Brett Morris       |
| 3                  | Brent Tate         |
| 4                  | Jarryd Hayne       |
| 5                  | Darius Boyd        |
| 6                  | Johnathan Thurston |
| 7                  | Cooper Cronk       |
| 8                  | Matthew Scott      |
| 9                  | Cameron Smith      |
| 10                 | James Tamou        |
| 11                 | Greg Bird          |
| 12                 | Sam Thaiday        |
| 13                 | Paul Gallen        |
| Auswechselspieler: |                    |
| 14                 | Daly Cherry-Evans  |
| 15                 | Josh Papalii       |
| 16                 | Andrew Fifita      |
| 17                 | Corey Parker       |

| 1                  | Kevin Naiqama     |
| 2                  | Marika Koroibete  |
| 3                  | Sisa Waqa         |
| 4                  | Wes Naiqama       |
| 5                  | Akuila Uate       |
| 6                  | Daryl Millard     |
| 7                  | Aaron Groom       |
| 8                  | Ashton Sims       |
| 9                  | James Storer      |
| 10                 | Petero Civoniceva |
| 11                 | Tariq Sims        |
| 12                 | Jayson Bukuya     |
| 13                 | Eloni Vunakece    |
| Auswechselspieler: |                   |
| 14                 | Apisai Koroisau   |
| 15                 | Vitale Roqica     |
| 16                 | Kane Evans        |
| 17                 | Semi Radradra     |

### Finale
| 30. November 14:30 | Australien | 34 : 2         | Neuseeland                     | Old Trafford, Trafford Zuschauer: 74.468 Schiedsrichter: Richard Silverwood |
| 30. November 14:30 | Versuche: Slater 19. erh., 41. erh. Cronk 30. erh. Morris 52. erh., 72. erh. Erhöhungen: Thurston (5/5) Straftritte: Thurston (2/2) 4., 35. | (16:2) Bericht | Straftritte: Johnson (1/1) 16. | Old Trafford, Trafford Zuschauer: 74.468 Schiedsrichter: Richard Silverwood |

| 1                  | Billy Slater       |
| 2                  | Brett Morris       |
| 3                  | Greg Inglis        |
| 4                  | Jarryd Hayne       |
| 5                  | Darius Boyd        |
| 6                  | Johnathan Thurston |
| 7                  | Cooper Cronk       |
| 8                  | Matthew Scott      |
| 9                  | Cameron Smith      |
| 10                 | James Tamou        |
| 11                 | Greg Bird          |
| 12                 | Sam Thaiday        |
| 13                 | Paul Gallen        |
| Auswechselspieler: |                    |
| 14                 | Daly Cherry-Evans  |
| 15                 | Josh Papalii       |
| 16                 | Andrew Fifita      |
| 17                 | Corey Parker       |

| 1                  | Kevin Locke             |
| 2                  | Roger Tuivasa-Sheck     |
| 3                  | Dean Whare              |
| 4                  | Bryson Goodwin          |
| 5                  | Manu Vatuvei            |
| 6                  | Kieran Foran            |
| 7                  | Shaun Johnson           |
| 8                  | Jared Waerea-Hargreaves |
| 9                  | Isaac Luke              |
| 10                 | Jesse Bromwich          |
| 13                 | Simon Mannering         |
| 12                 | Sonny Bill Williams     |
| 13                 | Elijah Taylor           |
| Auswechselspieler: |                         |
| 14                 | Frank-Paul Nu'uausala   |
| 15                 | Sam Kasiano             |
| 16                 | Ben Matulino            |
| 17                 | Alex Glenn              |